# Carsia alpinata
Carsia alpinata là một loài bướm đêm trong họ Geometridae.